# Лоран Ск'ярра
Лоран Ск'ярра (фр. Laurent Sciarra, 8 серпня 1973) — французький баскетболіст.
Срібний призер Олімпійських Ігор 2000 року.
Переможець Юнацького чемпіонату Європи (U-18) 1992 року.
Срібний призер Молодіжного чемпіонату світу (U-21) 1993 року.
Бронзовий призер Молодіжного чемпіонату світу (U-21) 1994 року.